# طالب الحيدري
السيّد طالب هاشم عبد الحسين الحيدري (1927) شاعر عراقي. ولد في الكاظمية ببغداد. نشأ في أسرة علمية وأدبية، واطّلع على أمهات الكتب الأدبية العربية قديمها وحديثها. عمل في المجال التجاري. من دواوينه الشعرية ألوان شتّى 1949 ورباعيات 1951 ونضال 1958 وعدد من الدواوين نشرتهم في عام 2011 وترجم رباعيات عمر الخيّام شعراً.

## سيرته
ولد السيّد طالب بن هاشم بن عبد الحسين الحيدري سنة 1346 هـ/ 1927 م في الكاظمية في أسرة علمية وأدبية ينتهي نسبه إلى الحسن والحسين عن عبد الله المحض. وكان أبوه يقول الشعر وكذلك أم أبيه وجد والدته وكان لنشأته الدينية الأثر في توجهه إلى دراسات العلوم العربية والإسلامية. فقد بدأ نظم الشعر وهو في العاشرة. واصل دراسته في الحوزات العلمية في الكاظمية وبغداد والنجف على جماعة من كبار العلماء الشيعة. وقد اشتغل بالتجارة مع اشتغاله بالتحصيل العلمي والادبي. يعده بعض النقاد من رواد الشعر العربي في العراق في الأربعينيات والخمسينيات من القرن العشرين، ومن شعراء التجديد الذين حافظوا على تراث الشيعية في الأدب العربي العراقي.

## مؤلفاته
- ألوان شتّى 1949
- رباعيات 1951
- نضال 1958 وهو مكرس لثورة 14 تموز
- معلقة العشق 1998
- الالواح 2009
- الدموع 2011،
- المرايا 2011
- الرحلة 2011،
- الملحقات 2011.
- ترجمة رباعيات عمر الخيّام شعراً.

## وصلات خارجية
- في أرشيف المجلات